# Nhôm-silic

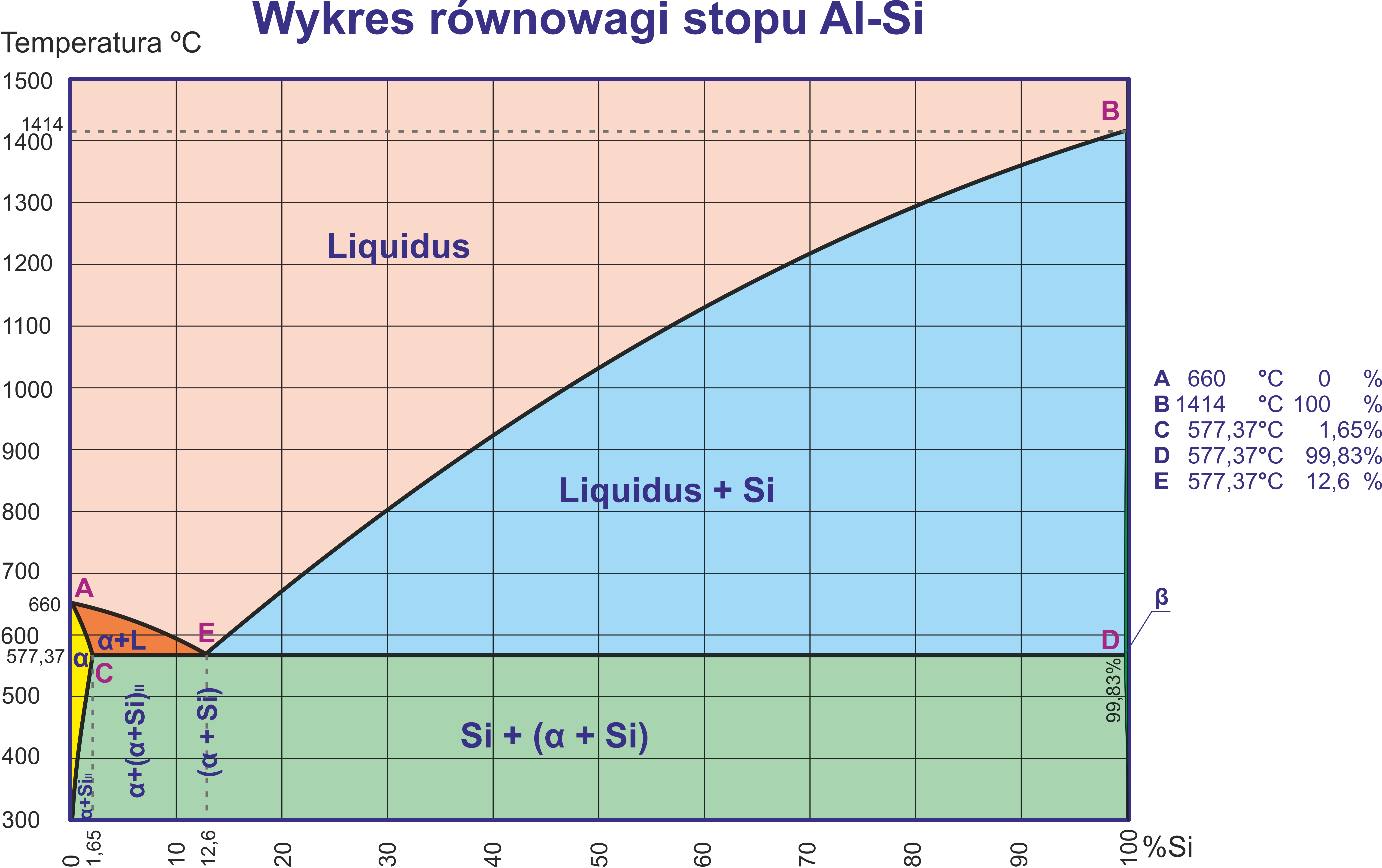
Sơ đồ cân bằng pha của hợp kim nhôm-silic theo L.A.Willey.

Nhôm-silic là một trong các hợp kim của nhôm có ứng dụng rộng rãi trong công nghiệp chế tạo máy, trọng lượng riêng nhỏ nhưng có độ bền cao cũng như chịu được ăn mòn trong hầu hết môi trường tự nhiên. Nhôm silic có tính đúc cao nên rất dễ tạo hình bằng các phương pháp kỹ thuật đúc. Hàm lượng silic trong nhôm thường từ 4% đến 22% (theo khối lượng). Nhôm silic đang ngày chiếm một vị trí quan trọng trong công nghiệp xe hơi, đồ dùng gia dụng...